# 로스앤젤레스 메모리얼 스포츠 아레나
로스앤젤레스 메모리얼 스포츠 아레나(영어: Los Angeles Memorial Sports Arena)은 미국 캘리포니아주 로스앤젤레스에 위치한 실내 경기장이다. 과거 NBA 로스앤젤레스 레이커스, 로스앤젤레스 클리퍼스와 ABA 로스앤젤레스 스타스 그리고 NHL 로스앤젤레스 킹스, IHL 로스앤젤레스 아이스 독스, WHA 로스앤젤레스 샤크스의 홈경기장으로 사용했다.
1991년 3월 24일, WWF 레슬매니아 7이 개최되었다. 관객 수는 16,158명
| NBA 올스타전 개최 경기장 |                                   |             |
| 1962년                   | 1963년 로스앤젤레스 스포츠 아레나 | 1964년      |
| 세인트루이스 아레나      | 1963년 로스앤젤레스 스포츠 아레나 | 보스턴 가든 |
|                          |                                   |             |
|                          |                                   |             |

## 같이 보기
- 로스앤젤레스 메모리얼 콜리세움